# Anatea
El género Anatea contiene sólo una especie, Anatea formicaria, una araña imitadora de hormigas. Sólo se le conoce de la selva tropical de la dependencia francesa de Nueva Caledonia. Antes de 1967, era considerada parte de la familia Clubionidae. Fue colocada allí con base en parecido externo a hormigas y en sus genitales masculinos, los cuales, superficialmente, son parecidos a los del género Micaria. De hecho, está estrechamente relacionado con los géneros Euryopis y posiblemente con Achaearanea.
Los machos y las hembras se ven de forma similar; el macho mide 2.5 milímetros de largo.
Aunque tiene forma de hormiga es poco probable que engañe a una, la araña no caza hormigas. Su forma de hormiga se debe, probablemente, para evitar depredadores que se alimentan de arañas, mas no de hormigas.
A diferencia de todas las otras imitadoras de hormigas de la familia Theridiidae, A. formicaria imita el pecíolo de la hormiga por una elongación del pedicelo. Además, el dorso del "pecíolo" es rugoso y tiene un "nodo" distinto, como la mayoría de las hormigas. El abdomen es redondeado y muy brillante, imitando el gaster de una hormiga. La araña imita a la hormiga myrmicinae de 2,6 mm de largo Monomorium croceiventre, que vive en el mismo hábitat. El patrón de color (marrón oscuro anterior, amarillo claro, amarillo marrón posterior) de ambos es bastante raro en las hormigas, aunque otras dos hormigas de la misma área de la selva tropical (Xiphomyrma tenuicrius y Lordomyrma sp.) también lo muestran. Las hormigas Myrmicine tienen picaduras muy dolorosas, esto evita la depredación.